# فرديناند ديفيد (ملحن)
فرديناند ديفيد (بالألمانية: Ferdinand David)‏ هو ملحن كلاسيكي ‏ وعازف كمان وملحن ألماني، ولد في 19 يونيو 1810 في هامبورغ في ألمانيا، وتوفي في 18 يوليو 1873 في Klosters ‏ في سويسرا.

## وصلات خارجية
- فرديناند ديفيد على موقع ميوزك برينز (الإنجليزية)
- فرديناند ديفيد على موقع أول ميوزيك (الإنجليزية)
- فرديناند ديفيد على موقع ديسكوغز (الإنجليزية)